# Alouatta macconnelli
El mono aullador rojo guayanés (Alouatta macconelli) es una especie de primate del género Alouatta. Habita en el norte de América del Sur.

## Distribución y hábitat
Este mono es nativo del norte de América del Sur. Su distribución comprende Venezuela, Surinam, Guyana, isla Trinidad, Guayana Francesa y el norte del Brasil.
Habita en especial en selvas primarias.

## Costumbres
Se le ve en parejas y grupos. Normalmente paren una sola cría. 

## Alimentación
Estos monos aulladores comen hojas jóvenes, capullos, flores, frutas, semillas, tallos, vástagos y ramas. Las hojas son la principal fuente de proteínas y las frutas de energía y proteínas.